# صالح عبيد (لاعب كرة قدم إماراتي)
صالح عبيد، لاعب كرة قدم إماراتي دولي سابق .
مثل أندية الجزيرة و العين و منتخب الإمارات في كأس آسيا 2004 .